# DSC Wanne-Eickel (Handball)
Der DSC Wanne-Eickel (offiziell: Deutscher Sport-Club Wanne-Eickel Handball e. V.) ist ein Handballverein aus dem Herner Stadtteil Wanne-Eickel. Die erste Männermannschaft spielte ein Jahr in der Bundesliga. Heute tritt die Mannschaft in der Kreisliga an.

## Geschichte
Der DSC Wanne-Eickel wurde am 5. Oktober 1969 durch den Bauunternehmer Robert Heitkamp gegründet. Innerhalb von neun Jahren stieg die Mannschaft von der Kreisliga in die damals zweitklassige Regionalliga West auf. Dort wurde der DSC in der Saison 1978/79 Vizemeister hinter TUSEM Essen. Ein Jahr später gehörte der Verein zu den Gründungsmitgliedern der 2. Bundesliga. Dort gehörte der DSC zu den Spitzenmannschaften und wurde 1982, 1983 und 1985 jeweils Dritter der Nordgruppe. 
Im Jahre 1989 wurde die Mannschaft mit vier Punkten Vorsprung auf den LTV Wuppertal Meister der 2. Bundesliga Nord und stieg in die Bundesliga auf. Der Sprung in die deutsche Eliteliga war jedoch zu groß. Nach dem Ende der Vorrunde belegte die Mannschaft von Trainer Siegbert Busch den letzten Platz, der auch in der folgenden Abstiegsrunde nicht verlassen wurde. Höhepunkt der Saison war der 19:18-Sieg in der ersten Runde des DHB-Pokals gegen den amtierenden deutschen Meister TUSEM Essen. Nach einem Zweitrundensieg gegen Bayer Dormagen schied der DSC im Achtelfinale im Siebenmeterwerfen gegen den TuS Schutterwald aus.
Aus finanziellen Gründen verzichtete der Verein auf einen Start in der 2. Bundesliga und machte in der Regionalliga weiter. Dort wurde die Mannschaft in der Saison 1992/93 Meister der Nordstaffel, scheiterte aber in der Aufstiegsrunde an der TSG Altenhagen-Heepen aus Bielefeld. Zwei Jahre später führten finanzielle Probleme und Differenzen mit dem Hauptverein für die Abmeldung der ersten Mannschaft aus der Regionalliga. In der Saison 1995/96 stellte der DSC keine Senioren-Mannschaft.
Es folgte ein Neustart in der 2. Kreisklasse, aus der man prompt aufstieg. Weitere Aufstiege in den Jahren 1999 und 2001 führte den Verein in die Bezirksliga. Zwischenzeitlich gründete die Handballabteilung einen eigenständigen Verein. Hintergrund war der Schwarzgeldskandal der Fußballabteilung. 2005 stand der Verein kurz vor dem Aufstieg in die Landesliga, verpassten den Klassensprung aber dadurch, dass die PSV Recklinghausen im direkten Vergleich ein Tor besser war. Nach einem Abstieg spielt die erste Mannschaft in der Kreisliga Industrie.

## Persönlichkeiten
- Diethard von Boenigk
- Jochen Fraatz
- Mats Grzesinski